# 土屋ひかる
土屋 ひかる（つちや ひかる、1991年1月5日 - ）は、日本のモデル。千葉県出身。ニュートラルマネジメント （NMT inc.）所属。

## 略歴
中学校ではバレーボールをやっていた。
高校生の時、人見知りを克服するためにファッション誌のモデルに応募した結果、採用されてモデルデビュー。
2015年、ミス・ユニバース・ジャパン2015の千葉県代表に選ばれ、同大会では3位になる。
2018年10月25日、一般公募121名の中から『2019トリンプ・イメージガール』に選ばれる。なお千葉県出身モデルがトリンプのイメージガールになったのは2年連続。
2019年6月、『天使のブラ®』誕生25周年記念イベントに他のトリンプ・イメージガールと共にファッションショーへ出演。

## 人物
趣味はフルート、バレーボール、岩盤浴、ピラティス、ヨガ、ボルダリング。特技はタヒチアンダンスでダンスの苦手克服するために始めてタヒチで現地の先生からレッスンを受けたことがある。
運動が好きで週に4～5回はフィットネスジムに通っている。
好きな下着の色は赤と黒。チャームポイントはくびれとメリハリボディ。
トリンプイメージガールで憧れている人は大石絵理。目標にしている人物はオードリー・ヘップバーン。
妹の希美もモデルとして活動している。

## 出演

### 雑誌
- 美人百花（角川春樹事務所）
- 美的[18]（小学館）
- 25ansウエディング（ハースト婦人画報社）
- ゼクシィ（リクルート）
- からだにいいこと（祥伝社）
- ALBA（プレジデント社）

### 広告
- トリンプ・インターナショナル （2019年度）[1][19]

### スチール
- クリエ「CRIE Fan」
- ユニクロ「ユニクロ アップデート」
- Lavieen Rose
- HAYASHIDA「CASHMERE KNIT PATTERN ORDERMADE」
- パターンフィオナ
- マルイ
- トヨタ自動車
- オルビス
- キヤノン
- パナソニック「Smart Mirror」
- 富士通「arrows」
- ベネトン
- ニューヨーカー
- アットシェルタ
- &.nostalgia
- ロックポート
- 三松「CiTE」
- BCBGMAXAZRIA(MINE)
- mod’s hair「フラッシュ＆ゴー」
- アダストリア「Andemiu」
- 日本閣
- ポジティブドリームパーソンズ「響」
- シャツ工房
- じゃらん
- アトリエはるか
- スマイオーキッド

### CM
- カネボウ化粧品「コフレドール」
- ヴィート「センシティブ・タッチ」（シャープ眉 篇）
- アクアフリーインベストメント「ホームデンタル ルーミーホワイト」

### ラジオ
- ALL GOOD FRIDAY「CITIZEN GIRLS SPECIAL」[20]（J-WAVE）

### TV
- DHCキレイを磨く！エクストリームBeauty[21] （DHCテレビ）
- 丸の内小町[22]（テレビ朝日）
- ヒノマルさんぽ[23]（GOLF Net TV）